# Bella da morire (romanzo)
Bella da Morire (Fat Chance) è un libro per ragazzi del 1994 scritto da Lesléa Newman. Il libro si incentra sulla storia di una tredicenne, Judi Liebowitz, che tenta i più disparati modi per dimagrire, fino ad arrivare alla bulimia. In Italia è stato pubblicato nel 1999 da RCS Libri e nel 2009 da BUR Ragazzi.

## Trama
Judi Liebowitz è una tredicenne, orfana di padre, che, durante l'estate, è ingrassata molto. Il libro è scritto sotto forma di diario: infatti, dice che la professoressa di inglese Roth, un'insegnante cicciottella e presa di mira, ha assegnato agli studenti il compito di scrivere un diario.
Judi si è posta tre obiettivi per l'ultimo anno delle medie: dimagrire, avere un ragazzo, capire cosa vuole fare da grande. Ha una migliore amica, Monica, ed è innamorata di Richard Weiss. Inoltre, vorrebbe diventare come la più bella della scuola, Nancy Pratt, ed è costantemente presa in giro da un teppistello, Tommy Aristo.
Per dimagrire, inizialmente intraprende a fare una dieta, ma la madre non è d'accordo. Comincia così, di nascosto dalla madre, a digiunare, ma viene scoperta. Non sa come fare, finché proprio Nancy, la più bella della scuola, le svela il suo "piccolo segreto" per dimagrire: la ragazza, infatti, dopo ogni pasto va in bagno e vomita. Judi ci prova, e inizia a dimagrire.
Intanto, la sua cotta Richard Weiss la invita a una festa di Halloween: le chiede se Monica vorrebbe venire con il suo migliore amico, Paul Weinstein. In realtà, questo appuntamento si rivela una farsa: Richard aveva invitato Judi solo per uscire con Monica, con la quale non fa altro che parlare e ballare per tutta la sera, in più, durante il gioco della bottiglia i due si baciano, così come passano molto più di sette minuti in bagno durante "Sette Minuti In Paradiso". Judi è devastata, soprattutto perché la sua migliore e unica amica l'ha tradita, pur sapendo che era pazza di Richard. Nel frattempo, Judi, a casa degli zii, conosce un ragazzo, Michael Silver: Judi si prende una cotta, peccato che va tutto in fumo quando scopre che lui ha una ragazza.
Judi, intanto, continua a vomitare e a coprire Nancy Pratt mentre vomita a scuola, quando un giorno Nancy sviene in bagno, perdendo molto sangue. La portano in ospedale e la continuano a far mangiare per farle raggiungere i 50 kg, soltanto che lei non vuole: quindi chiede a Judi di portarle dei lassativi. Judi, che nel frattempo ha smesso di vomitare dopo che una psicologa, Miss Fiorino, è venuta a scuola spiegando agli alunni il pericolo della bulimia, glieli porta a malincuore, ma ancor prima che Nancy riesca a prenderne uno, viene trasferita in un altro reparto.
Judi intanto ha fatto pace con Monica che la vuole aiutare. Inoltre, il turbolento rapporto con la madre diventa un rapporto pacifico; e, come spicca dal testo, inizia a provare interesse per Paul Weinstein.
Dopo una lunga chiacchierata con la professoressa Roth- che le chiede: “Sono una brava insegnante?" “La migliore! E dimmi, sarei un'insegnante migliore con 5 chili in meno?“- Judi capisce che ciò che ha fatto è stupido e, con l'aiuto della madre, della migliore amica e di Miss Fiorino- la psicologa che era venuta a scuola- riesce a ritornare serena e ad accettarsi così com'è.